# وینچوس
وینچوس (به اسپانیایی: Winchus) یک کوه در پرو است که در Peru, Ancash Region واقع شده‌است. وینچوس ۴٬۲۰۰ متر بالاتر از سطح دریا واقع شده‌است.